# Le Piège (film, 1950)
Pour les articles homonymes, voir Le Piège.
Pour plus de détails, voir Fiche technique et Distribution.
Le Piège (en tchèque : Past) est un film dramatique tchécoslovaque réalisé par Martin Frič, sorti en 1950.
Il a été présenté au Festival de Cannes 1951.

## Fiche technique
- Titre : Le Piège
- Titre original : Past
- Réalisation : Martin Frič
- Scénario : Karel Josef Benes
- Montage : Jan Kohout
- Pays :  Tchécoslovaquie
- Genre : Drame et guerre
- Durée : 94 minutes
- Dates de sortie : 
  -  Tchécoslovaquie : 17 novembre 1950
  -  France : 17 octobre 1951

## Distribution
- Vlasta Chramostová : Ruzena
- Jindra Hermanová : la femme demandant la permission
- Miloslav Holub : Dönnert
- Vera Kalendová : Kraftová
- Otomar Krejča : Bor
- Jaroslav Mareš : Hans
- Karel Peyer : Cortus
- Vladimír Ráž : Antosch
- Majka Tomášová : Hertha

## Distinctions
Le film a été présenté en sélection officielle au Festival de Cannes 1951.